# Belasica (miasto Kruševac)
Belasica (cyr. Беласица) – wieś w Serbii, w okręgu rasińskim, w mieście Kruševac. W 2011 roku liczyła 339 mieszkańców.